# Renato Longo
Renato Longo (Vittorio Veneto, 9 agosto 1937 – Conegliano, 8 giugno 2023) è stato un ciclocrossista e ciclista su strada italiano.
Fu cinque volte Campione del mondo di ciclocross e dodici volte campione nazionale.

## Carriera
Sviluppò quasi tutta la sua carriera nell'ambito del ciclocross, dove ottenne numerosi successi vincendo per ben cinque volte il Campionato del mondo di ciclocross negli anni 1959, 1962, 1964, 1965, 1967 e per dodici quella tricolore di Campione d'Italia di ciclocross negli anni 1959, 1960, 1962 e dal 1964 al 1972.
Ottenne inoltre due vittorie in gare su strada, entrambe nel 1960, la prima tappa del Giro del Portogallo e il Trofeo UVI-Gp Fivizzano.

## Palmarès

### Strada
- 1960

1ª tappa Volta a Portugal
Trofeo UVI - Gp Fivizzano

### Ciclocross
- 1958-1959

Campionati del mondo (Ginevra)
Campionati italiani
- 1959-1960

Campionati italiani
- 1961-1962

Campionati del mondo (Esch-sur-Alzette)
Campionati italiani
- 1963-1964

Campionati del mondo (Overboelare)
Campionati italiani
- 1964-1965

Campionati del mondo (Cavaria con Premezzo)
Campionati italiani
- 1965-1966

Campionati italiani
- 1966-1967

Campionati del mondo (Zurigo)
Campionati italiani
- 1967-1968

Campionati italiani
- 1968-1969

Campionati italiani
- 1969-1970

Campionati italiani
- 1970-1971

Campionati italiani
- 1971-1972

Campionati italiani

## Piazzamenti

### Competizioni mondiali
- Campionati del mondo di ciclocross

Limoges 1958: 4º
Ginevra 1959: vincitore
Tolosa 1960: 7º
Hannover 1961: 2º
Esch-sur-Alzette 1962: vincitore
Calais 1963: 2º
Overboelare 1964: vincitore
Cavaria con Premezzo 1965: vincitore
Zurigo 1967: vincitore
Magstadt 1969: 3º
Zolder 1970: 5º
Apeldoorn 1971: 7º